# Parilyrgis perfumida
Parilyrgis perfumida är en fjärilsart som beskrevs av George Francis Hampson 1926. Parilyrgis perfumida ingår i släktet Parilyrgis och familjen nattflyn. Inga underarter finns listade i Catalogue of Life.